# Polska Zbrojna
Polska Zbrojna – miesięcznik wydawany przez Wojskowy Instytut Wydawniczy, utworzony przez Ministerstwo Obrony Narodowej; poprzednim wydawcą był Dom Wydawniczy „Bellona”.

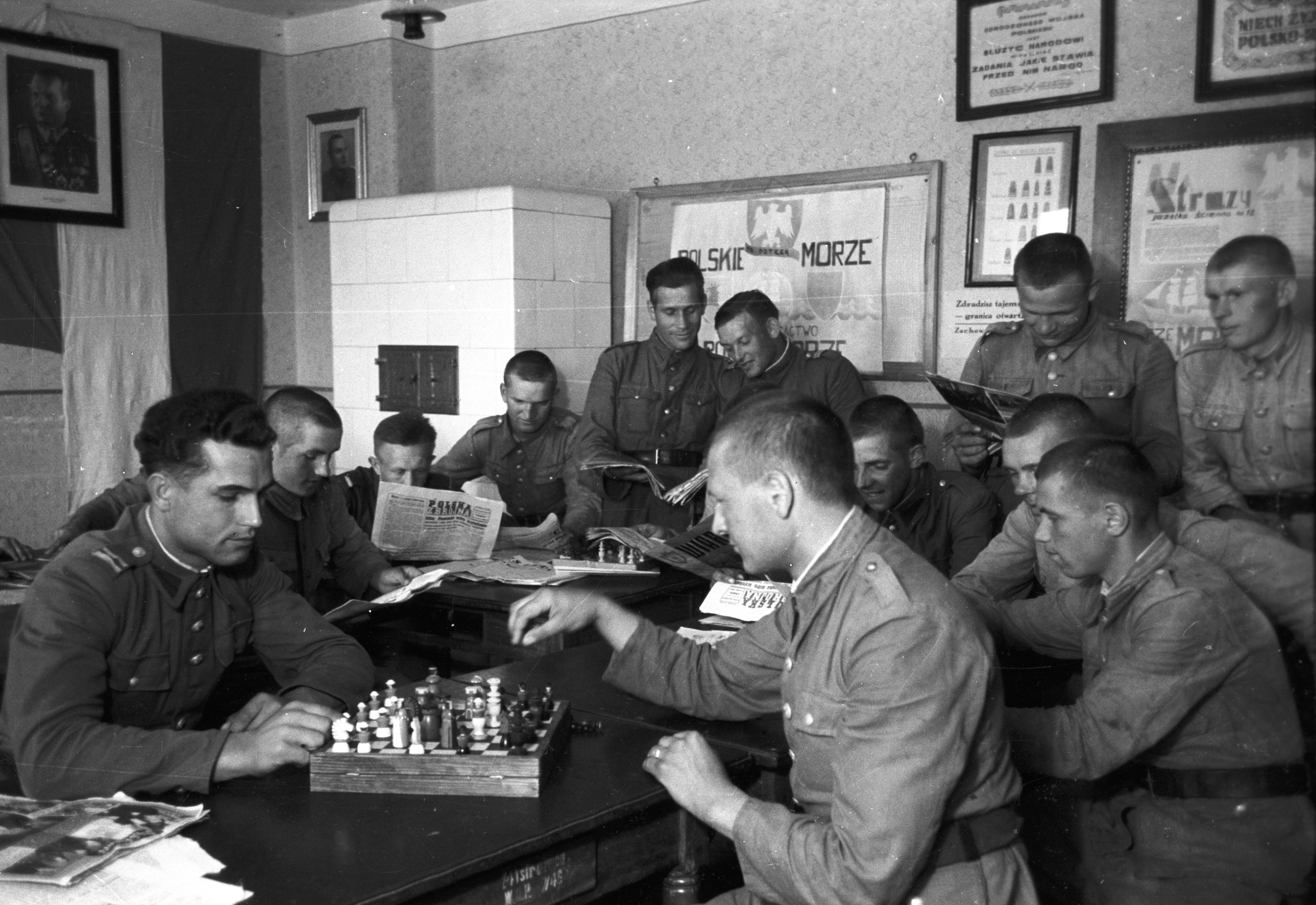
Żołnierze WOP czytają Polskę Zbrojną

## Historia
„Polska Zbrojna” jest jednym z najstarszych, wydawanych do dziś, polskich czasopism. Pierwszy numer pisma został wydany w październiku 1921 roku. Gazeta wychodziła jako dziennik i jako półoficjalny organ Ministerstwa Spraw Wojskowych. Była wydawana nieprzerwanie do wybuchu wojny. W latach 1937–1939 ukazywał się także cotygodniowy dodatek „Tydzień Literacki Polski Zbrojnej”.
Po wojnie czasopismo wznowiło działalność w Łodzi, skąd w kwietniu 1946 zostało przeniesione do Warszawy. Było wydawane do roku 1950, kiedy to władze zmieniły jej nazwę na „Żołnierz Wolności”. W 1991 roku powrócono do historycznej nazwy. Początkowo wydawano „Polskę Zbrojną” jako dziennik. Z datą 31 grudnia 1996 (nr 250) przestała ukazywać się jako gazeta codzienna. Pierwszy egzemplarz „Polski Zbrojnej” w edycji tygodniowej ukazał się 10 stycznia 1997 roku. Od kwietnia 2012 r. ukazuje się jako miesięcznik.
Czasopismo skierowane jest do czytelników interesujących się sprawami Sił Zbrojnych Rzeczypospolitej Polskiej, a także szerzej rozumianej obronności państwa. Głównymi (choć nie jedynymi) odbiorcami tygodnika są żołnierze zawodowi i emeryci wojskowi oraz osoby interesujące się problemami bezpieczeństwa światowego.
Czasopismo zajmuje się zarówno bieżącymi wydarzeniami w wojsku, porusza również problemy nurtujące samych żołnierzy. Dużą wagę przywiązuje redakcja do bieżących wydarzeń geopolitycznych. Ponadto na łamach tygodnika znaleźć można porady prawne, artykuły z zakresu historii wojskowości, ciekawostki dotyczące techniki wojskowej i militariów oraz recenzje premier filmowych i wydawniczych.
W lipcu 2017 rozpoczęto wydawanie osobnego tytułu – kwartalnika „Polska Zbrojna. Historia”.

## Redaktorzy „Polski Zbrojnej”
Redaktorzy naczelni
- ppłk Remigiusz Kwiatkowski
- Władysław Ludwik Evert (1 grudnia 1927[3] – 1934)
- Stanisław Strumph-Wojtkiewicz (1938–1939)
- mjr Janina Broniewska (1944–1946)
- Jerzy Ślaski
- płk Marek Zdziech (1994–1995)
- płk rez. Antoni Witkowski
- Maria Wągrowska
- płk Janusz Grochowski
- Marek Sarjusz-Wolski
- Wojciech Kiss-Orski
- Izabela Borańska-Chmielewska

## Redaktorzy, dziennikarze i współpracownicy
- Lesław Bartelski
- Antoni Czyżewicz
- Jan Kleczyński
- Adam Kowalski
- Stanisław Laudański
- Marian Podkowiński
- mjr dypl. Eugeniusz Quirini
- Adam Rudnicki
- Jarosław Rybak
- Monika Warneńska